# Sofanapis
Sofanapis là một chi nhện trong họ Anapidae.